# 台湾地理区划
臺灣地理區劃是指依照人文地理及主要都會區的分佈，對台灣進行分區的方式。大致上有二種主要的劃分方式：一、參考清治末期三府一直隸州的四大區域：北臺灣、中臺灣、南臺灣、東臺灣；二、參考日治末期五州三廳的六大區域：北北基宜、桃竹苗、中彰投、雲嘉南、高屏澎、花東。另外官方、民間各單位為符合其需求，常在文件中對分區進行微調。

## 四大分區
1979年之前的區域計畫，將臺灣分為北區、宜蘭區、新苗區、臺中區、嘉雲區、高雄臺南區、東部等七個區域。1979年之後，行政院經濟建設委員會（現國家發展委員會）制定《臺灣地區綜合開發計劃》，以位置、人口、資源和經濟活動等因素做為劃分指標，將臺灣調整為北、中、南、東四大區域，延用至2018年內政部主管之《全國國土計畫》：
| No.                  | 1                                                | 2                                  | 3                                         | 4             | -             |
| -------------------- | ------------------------------------------------ | ---------------------------------- | ----------------------------------------- | ------------- | ------------- |
| 分區                 | 北臺灣                                           | 中臺灣                             | 南臺灣                                    | 東臺灣        | 外島          |
| 地圖                 |                                                  |                                    |                                           |               |               |
| 行政區劃             | 臺北市 新北市 基隆市 桃園市 新竹市 新竹縣 宜蘭縣 | 苗栗縣 臺中市 彰化縣 南投縣 雲林縣 | 嘉義市 嘉義縣 臺南市 高雄市 屏東縣 澎湖縣 | 花蓮縣 臺東縣 | 金門縣 連江縣 |
| 面積（平方公里）     | 7,353.4                                          | 10,506.9                           | 10,005.4                                  | 8,143.3       | 180.5         |
| 人口（2017年12月底） | 10,679,329                                       | 5,814,759                          | 6,378,026                                 | 548,777       | 150,336       |

某些縣市會因為不同單位的需求而被劃分至不同的分區，這些縣市包括：
- 苗栗縣：行政院國發會將該縣劃歸為中部區域；而交通部中央氣象署則將該縣劃歸為北部區域[7]。
- 宜蘭縣：行政院國發會將該縣劃歸為北部區域；而交通部中央氣象署則將該縣劃歸為東部區域[7]。
- 嘉義縣、嘉義市：行政院國發會將該縣劃歸為南部區域；而交通部中央氣象署則將該縣市劃歸為中部區域[7]。

除傳統四大分區外，官方、民間為符合實際需求，尚有二分區、六（七）分區等不同劃分方式。

## 六大分區
六大分區的劃分，是由臺灣日治時期的五州三廳制演變而來。若加上福建省的金馬地區則為七大地區。
| No.                  | 1                                         | 2                           | 3                    | 4                           | 5                                     | 6                                   | –                                 |
| -------------------- | ----------------------------------------- | --------------------------- | -------------------- | --------------------------- | ------------------------------------- | ----------------------------------- | --------------------------------- |
| 分區                 | 北北基宜 （北北基）                       | 桃竹苗                      | 中彰投               | 雲嘉南                      | 高屏澎 （高屏）                       | 花東 （宜花東）                     | 金馬 （澎金馬）                   |
| 地圖                 |                                           |                             |                      |                             |                                       |                                     |                                   |
| 行政區劃             | 臺北市 新北市 基隆市 （宜蘭縣）           | 桃園市 新竹市 新竹縣 苗栗縣 | 臺中市 彰化縣 南投縣 | 雲林縣 嘉義市 嘉義縣 臺南市 | 高雄市 屏東縣 （澎湖縣）              | （宜蘭縣） 花蓮縣 臺東縣            | （澎湖縣） 金門縣 連江縣          |
| 面積（平方公里）     | 4,600.8（北北基宜） 2,457.2（北北基）     | 4,573.0                     | 7,395.7              | 5,446.1                     | 5,850.1（高屏澎） 5,723.2（高屏）     | 8,143.3（花東） 10,286.9（宜花東）  | 180.5（金馬） 307.3（澎金馬）     |
| 人口（2017年12月底） | 7,498,011（北北基宜） 7,041,404（北北基） | 3,735,125                   | 4,570,579            | 3,357,475                   | 3,710,924（高屏澎） 3,606,851（高屏） | 548,777（花東） 1,005,384（宜花東） | 150,336（金馬） 254,409（澎金馬） |
| 日治時期行政區劃     | 臺北州                                    | 新竹州                      | 臺中州               | 臺南州                      | 高雄州 澎湖廳（1926年由高雄州脫離）   | 花蓮港廳 臺東廳                     | –                                 |

### 實際應用
儘管六大分區法已非臺灣現行行政區劃，但部分官方機構的分區方式仍以其為基礎。

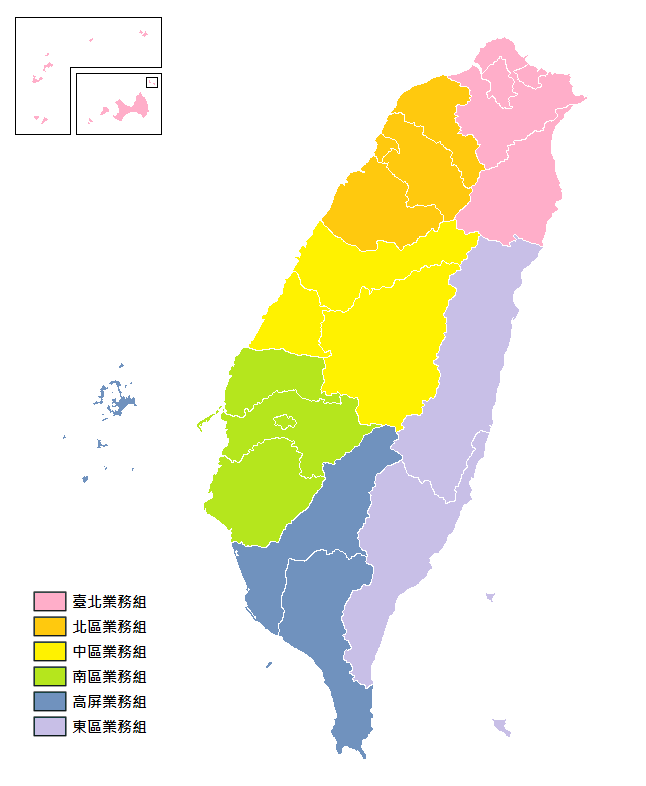
衛生福利部中央健康保險署業務組分區地圖

- 衛生福利部中央健康保險署：下轄署本部與臺北、北區、中區、南區、高屏、東區六個業務組。[8]

- 台灣電力公司供電區：劃分為台北、新桃、台中、嘉南、高屏、花東六個供電處。

- 1972年至1986年增額立法委員選舉採用大選區制，除了院轄市臺北市、高雄市（1979年升格）與福建省的金馬地區外，台灣省被劃分成六個選區（北(縣)基宜、桃竹竹苗、中彰投、雲嘉嘉南、高屏澎、花東）[9]。

- 1997年由行政院研究發展考核委員會所發表的未實現行政區調整計劃，將中華民國自由地區當時的兩省兩市（臺灣省、福建省、臺北市及高雄市）重新劃分為六省三市一特區。

- 勞動部勞動力發展署：下轄北基宜花金馬、桃竹苗、中彰投、雲嘉南、高屏澎東五個分署[10]。較為不同的是東部的花、東兩縣非獨立成區，而是分別納入北北基宜與高屏的服務範圍。
- 臺灣高等法院及各分院轄區：臺灣高等法院（本院，轄基北宜桃竹）、臺中分院（苗中彰投）、臺南分院（雲嘉南）、高雄分院（高屏澎）、花蓮分院（花東）。除桃竹苗分屬在兩個不同的高等法院（或分院）管轄下，也近似六大分區。過往也有在桃竹地區成立以桃竹苗為轄區的高分院之呼聲[11][12]。
- 公路局監理機關，下轄臺北市區監理所（轄臺北市、基隆市及金馬）、臺北區監理所（轄新北市、宜蘭、花蓮）、新竹區監理所（轄桃竹苗）、臺中區監理所（轄中彰投）、嘉義區監理所（轄雲嘉南）、高雄區監理所（轄屏東、台東、澎湖，部分高雄市）、高雄市區監理所（轄部分高雄市）。即除花、東分別劃為台北及高雄監理所外，其餘大致與六大分區近似。另，原公路局屬臺灣省政府，臺北市及高雄市之獨立設置該市的監理處，後於2012年起改由中華民國交通部統一管理，2018年調整轄區至今。

## 二大分區
- 東、西台灣

以中央山脈為界，以東的宜花東地區為東台灣，以西其他縣市以及內陸為西台灣。
- 北、南台灣

以濁水溪為界，以北為北台灣，以南為南台灣；或以大安溪為界，以南通稱為中南部。此劃分方式多不包含宜花東。

## 地方生活圈
六年國建計畫中，除去金馬地區，將臺灣劃分為18個地方生活圈，並將這些地方生活圈分為都會生活圈、一般生活圈（含發展遲緩的生活圈）等2大類。
- 都會生活圈
  - 臺北：臺北市全境、新北市大部分轄域
  - 桃園：桃園市全境
  - 新竹：新竹市全境、新竹縣全境
  - 臺中：臺中市全境
  - 嘉義：嘉義市全境、嘉義縣全境
  - 臺南：臺南市大部分轄域
  - 高雄：高雄市全境

- 一般生活圈
  - 基隆：基隆市全境、新北市北海岸東北角6區，相當於日治時代基隆市郡轄域
  - 彰化：彰化縣全境
  - 新營：臺南市大新營地區6區，相當於日治時代新營郡轄域
  - 宜蘭：宜蘭縣全境

- 發展遲緩的生活圈
  - 苗栗：苗栗縣全境
  - 南投：南投縣全境
  - 雲林：雲林縣全境
  - 屏東：屏東縣全境
  - 花蓮：花蓮縣全境
  - 臺東：臺東縣全境
  - 澎湖：澎湖縣全境